# 伊麗莎白敦 (北卡羅萊納州)
伊麗莎白敦（英語：Elizabethtown）是一個位於美國北卡羅萊納州布拉登縣的城鎮。同時該地也是布拉登縣的縣治。

## 人口
根據2020年美國人口普查的數據，伊麗莎白敦的面積為13.24平方千米，當中陸地面積為13.13平方千米，而水域面積為0.11平方千米。當地共有人口3296人，而人口密度為每平方千米249人。